# André Berthier
Pour les articles homonymes, voir Berthier.
André Berthier, né le 18 mars 1907 à Beaumont-sur-Oise et mort le 12 décembre 2000 au Chesnay, est un archiviste et archéologue français.

## Biographie
Archiviste paléographe de la promotion 1931, André Berthier dédie sa thèse de l'École nationale des chartes à Raymond Martin, frère prêcheur. Il effectue ensuite son service militaire d'avril 1931 à avril 1932, puis il est nommé le 15 mai 1932 archiviste du département de Constantine (il y restera quarante ans).
Il est chargé, en outre, de la direction de la circonscription archéologique de Constantine. Il y effectue des fouilles sur de nombreux sites, participe à la mise au jour d'une cinquantaine d'édifices paléochrétiens de Numidie centrale, puis mène des fouilles sur le site préhistorique de Mechta-el-Arbi et contribue à la connaissance des sites puniques d'El-Hofra et Sidi-M'Cid. Son plus important chantier est celui de Tiddis, fouillé sans interruption entre 1940 et 1973.
En 1939 il est mobilisé comme brigadier d'artillerie à la 87e division d'infanterie d'Afrique. Il participe à la bataille de l'Ailette où il obtient une citation. Démobilisé en août 1940, il repart en Algérie où il reprend ses activités archéologiques jusqu'en 1943 où il se rengage au 4e régiment de spahis marocains. Il participe à la campagne de Corse puis d'Italie. Blessé grièvement à la bataille du Garigliano, il est réformé au début de 1945 et revient en Afrique du Nord.

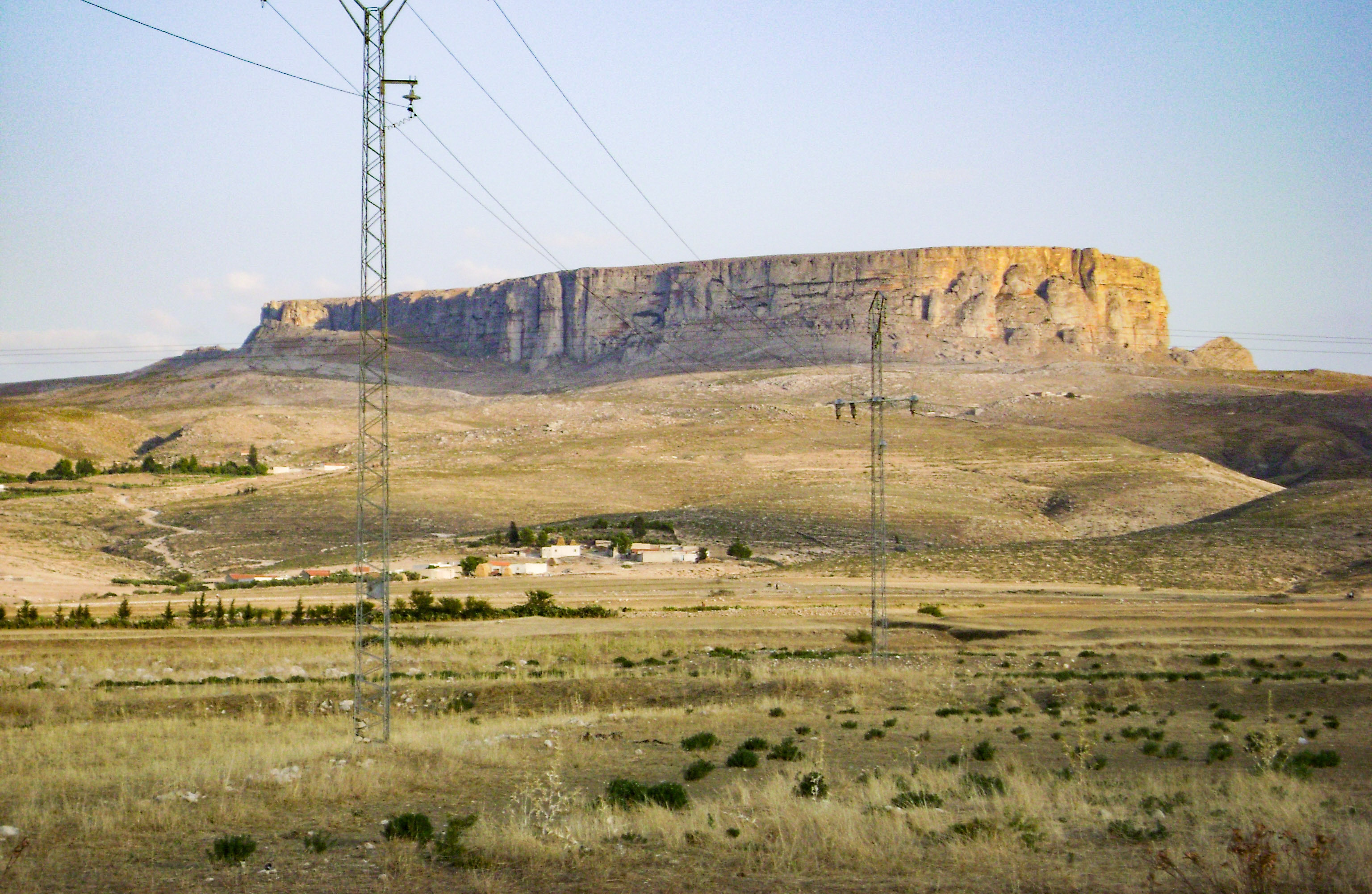
Table de Jugurtha, Kalaat Senam, El Kef, Tunisie

En 1949, il propose  de localiser la ville antique de Cirta (un lieu important de la guerre de Jugurtha) au Kef, en Tunisie, plutôt qu'à Constantine. Cette thèse sera réfutée par la majorité des historiens et des archéologues dès la publication de l'ouvrage,,,,,. Cette localisation sera reprise et défendue, dans différents cadres, par Lionel R. Decramer,,,,. 
L'interprétation des frontières antiques, proposée par Berthier, trouva un écho dans les débats nationalistes contemporains sur les frontières de la Tunisie ; cela explique son utilisation ponctuelle par les milieux universitaires maghrébins : la localisation de la capitale numide en Tunisie, et non en Algérie, constituerait un enjeu de mémoire pour les populations locales, et aussi un enjeu de revendications territoriales face aux frontières post-coloniales. L'identification hypothétique de la montagne de la Kalaat Senan avec le castellum de la Muluccha décrit par Salluste dans la Guerre de Jugurtha, sur la base de l'étymologie et de la toponymie,, a ainsi été reprise par A. M'Charek. 
Cette thèse fut baptisée à l'origine par André Berthier sous le nom de « problème de Cirta » ; elle a été considérée comme invalide par la communauté universitaire, en raison de l'ensemble de la documentation épigraphique, archéologique et numismatique documentant les sites de Constantine et du Kef.
Berthier est élu correspondant de l'Académie des inscriptions et belles-lettres en 1961. À l'époque de l'indépendance algérienne, il est conservateur régional des Archives de l'Est algérien. Après l'indépendance de l'Algérie, il garde son grade et reste payé par le gouvernement français comme coopérant. En 1971, un poste aux Archives nationales à Paris lui est proposé. Il termine sa carrière comme Conservateur en chef aux Archives nationales (1973-1978). Il repose au cimetière de Beaumont-sur-Oise.

## Chantier archéologique de Tiddis

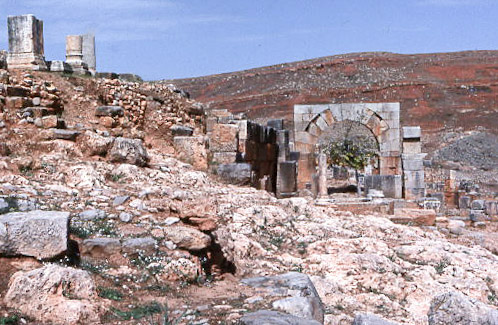
Ruines romaines de Tiddis (Algérie)

Quand André Berthier commence à restaurer le cadre urbain de Tiddis, en dégageant des monuments dont on ne savait rien, les ruines n’avaient fait l’objet que de simples explorations sous le second Empire. Stéphane Gsell, en 1897 et 1898, identifie les indices susceptibles de désigner un emplacement archéologique d'importance. L’occupation humaine de cette « véritable acropole », enfouie depuis le XIe siècle, avait reçu des Algériens le nom de Ksantina-el-Kdima, « vieux Constantine ». Elle ne laissait apparaître qu’une zone de dolmens sur sa partie occidentale. A l'orient, quelques lignes de remparts et des boursouflures annonçaient des édifices enfouis.
André Berthier avait reconnu le site par avion en 1935. En août 1940, le préfet Max Bonnafous, alors en poste à Constantine, lui ordonne de soumettre un projet d'ouvertures de chantiers archéologiques dans les environs. Tiddis s'impose. Une compagnie de travailleurs démobilisés s'installe fin 1940 sur le site. Le premier coup de pioche intervient le 7 janvier 1941. Les résultats sont immédiats. Le forum est dégagé d’abord, suivi d'une voie rapidement identifiée au cardo de la cité, qui mène à une porte monumentale. La pérennité de cette voie était telle qu'au-dessus des plusieurs mètres de remblais superposés, un sentier de berger filait et reprenait exactement le même tracé.
À l'été 1941, Louis Leschi, directeur des antiquités de l'Algérie, vient sur place voir les résultats enregistrés. Il peut ainsi copier trente inscriptions inédites. Le 15 mai 1942, Jérôme Carcopino, inspecteur général des antiquités et des musées d'Algérie, vient contrôler sur le terrain les travaux de dégagement et de restauration du cadre urbain de Tiddis. Dans une publication à l'académie des inscriptions et Belles-Lettres, son compte-rendu est évocateur : « Après 18 mois seulement, c'est une révélation. ».
Les fouilles de Tiddis vont se poursuivre pendant une trentaine d'années et dégageront plus de 40 ha, sans jamais d'interruptions, pas même en pleine seconde guerre mondiale, et pas davantage pendant les combats vers l'indépendance. Cette continuité permettra d'appréhender pleinement l'histoire du site, grâce notamment à la mise au jour de la plus grande partie des quartiers étagés du bourg antique, qui ne sera définitivement abandonné qu'au Moyen-Âge.
Berthier soulignera la richesse du site : d'abord occupé par les Berbères, il subira ensuite l'influence punique, puis sera colonisé par les Romains, auxquels on devra la prouesse de respecter les règles de l'urbanisme, avec l’établissement d’un cardo et d’une voie décumane sur un terrain doté d'un fort dénivelé. Les très nombreux objets retrouvés par les équipes de Berthier, outils de potier, céramiques, éléments de parures des Tidditaines, sceaux gravés sur des pierres dures ou intailles, sont toujours exposés au musée Gustave Mercier, qu'il dirigeait. Ce musée est devenu le 5 juillet 1976 Musée National Cirta.
La situation archéologique du site de Tiddis est ainsi commentée par Berthier : 

## Détermination du site d'Alésia
André Berthier consacre la fin de sa vie à l'histoire du siège d'Alésia. Il soutient pouvoir identifier ce site à Chaux-des-Crotenay, dans le département du Jura, sur la base d'une méthode dite du « portrait-robot ». 
Cette méthode consiste à retrouver dans les textes antiques, les éléments géographiques, topographiques et hydrographiques, permettant de dégager les caractéristiques du site recherché, ainsi que les données stratégiques et tactiques nécessaires. Cette méthode sera contestée par la suite, notamment par Michel Reddé, Gilbert Charles-Picard ou Richard Adam. Elle fut établie à distance, depuis Constantine, en Algérie, alors que Berthier n'avait jamais séjourné dans le Jura. 
Dans une publication, intitulée André Berthier, un homme, une œuvre, sa veuve raconte le cheminement d'André Berthier dans sa recherche de localisation du site d'Alesia, qu'il ne pourra visiter qu'en 1963. Les travaux d'André Berthier concernant le site de Chaux-des-Crotenay ont été repris et poursuivis par Danielle Porte, maître de conférences honoraire en littérature latine à l'université de Paris IV-Sorbonne, notamment dans son livre Vercingétorix, publié en 2013.
Après le décès d'André Berthier en décembre 2000, sa famille a confié à l’association ArchéoJuraSites, la conservation, la gestion et la valorisation du fonds des archives jurassiennes d'André Berthier et celles de la collection des mobiliers archéologiques trouvés lors des rares fouilles et sondages autorisés. Une partie de ces archives a été numérisée et mise en ligne, ainsi que des photos du site de Chaux-des-Crotenay.
Les travaux d'André Berthier, n'ont pas connu dans la communauté scientifique l'écho qu'il souhaitait : les fouilles réalisées à Alise Sainte-Reine tranchent avec l'absence de résultats publiés pour le site de Chaux. Quelques fouilles et prospections réalisées indiquent, d'après certains archéologues, que Berthier se trompait. Il existe un consensus pour désigner Alise-Sainte-Reine comme le site de la bataille d'Alésia,. Ce consensus, dans la communauté des universitaires historiens et archéologues, en France et aussi à l'étranger, est renforcé par les fouilles franco-allemandes des années 1990. 

## Publications

### Tiddis

#### Ouvrages
- Tiddis, antique Castellum Tidditanorum, guide, 1951, in 8°, 56 p, fig., pl. Réédition 1972, Sous-direction des Arts, Musées, Monuments historiques, Antiquités et Alger, 1991, Agence nationale d'archéologie et de protection des sites et monuments historiques de la République algérienne démocratique et populaire, Alger.
- Tiddis, cité antique de Numidie, Mémoires de l'Académie des inscriptions et Belles Lettres, Institut de France. Nouvelle série, tome XX, 2000, Diffusion De Boccard, Paris.

#### Articles
- Tiddis, dans RSAC, t. 65, 1942, p. 141-153
- Note sur une inscription du Castellum Tiddittanorum avec une observation de L.Leschi, BAC, 1945, p. 437-441.
- Trois inscriptions de Tiddis, dans Rev. af., t. 89, 1945, p. 5-20.
- Tiddis, antique Castellum Tidditanorum, (1er Guide, 55 p), Dir. de l'intérieur et des Beaux Arts... Alger.
- Tiddis : Une curieuse poterie, dans Libyca, a/é, t. II, 1, p. 244-272.
- Tiddis : Une inscription dédiée aux Cereres, dans Libyca, a/é, t. II, 2,1954, p. 484-485.
- Tiddis, Plaque de terre cuite sigillée, dans Libyca a.é., t. IV, 1956, p. 155-156.
- Les bazinas de Tiddis, dans Libyca a/é, t. IV, 7p
- Le sanctuaire du sommet et les stèles à Baal-Saturne de Tiddis, en collaboration avec M. Le Glay, dans Libyca a/é, t. VI, 1958, p. 23-74
- Tiddis, dans Actualités C. F. P. (Algérie), no 41, 5 p
- Tiddis, haut lieu de l'Algérie antique, dans Archéologia, no 42, sept.-oct., 9 p
- Les stèles néopuniques de Tiddis, en collaboration avec J.-G. Février, dans, BAA, t. VI, 1975-6, p. 67-82.
- Jérôme Carcopino et Tiddis, Hommage à la mémoire de Jérôme Carcopino, Soc. Arch. de l'Aube, Les Belles Lettres, Paris, 1977
- Les remparts de Tiddis, antique Castellum Tidditanorum, dans 103e Congrès National des Sociétés Savantes, Nancy-Metz, 1978

### Constantine

#### Ouvrages
- Le sanctuaire punique d'El Hofra à Constantine, préface d'Albert Grenier. 2 tomes, Paris, AMG, 1955, in 4°, 252 p. et fac simile. Couronné par l'Académie des inscriptions et Belles Lettres, Prix Delalande-Guérinneau.
- Constantine, avec la collaboration de R. Goosens, Imprimerie du Sud, Toulouse, 1965

#### Articles
- L’évolution urbaine de Constantine, 1837-1937, avec la collaboration de Jean Chiré, dans RSAC, t. 64, 1937, p. 473-490.
- Découverte dans la banlieue de Constantine d'une mosaïque à scènes dionysiaques, dans BAC
- Découverte d'une citerne romaine à Constantine Fouille d'une villa romaine à M'Chira, avec la collaboration de E. V. et M. Martin, dans Rev. Af., 7p. et 3 p
- Découverte à Constantine de deux sépultures contenant des amphores grecques, dans Rev. af., t. 87, 1943, p. 23-32.
- Note sur une inscription trouvée à Constantine, dans RSAC, t. 67, 1951, p. 193-194 (épitaphe d’un acteur bouffon).
- Note sur un filtre romain découvert à Constantine, dans RSAC, t. 69, 1953-1956, p. 175-182.
- Une mosaïque solaire à Constantine, dans Mélanges Carcopino, Hachette, Paris, 1966, p. 113-124.
- Du mot "Numidia" accolé aux noms antiques de Constantine, dans Ant. Afr., t. 3, 1969, p. 55-68.
- Constantina, raisons et répercussions d'un changement de nom, dans RSAC, t. 71, 1969-1971, p. 77-88.
- La mosaïque de Sidi M'Cid à Constantine. Les conditions de sa découverte et son milieu archéologique, dans 104e Congrès National des Sociétés Savantes, Bordeaux 1979 (1980), p. 87-97.
- Un habitat punique à Constantine, dans Ant. Afr., t. 16, 1980, p. 13-26.

### Cirta

#### Ouvrages
- Le Bellum Jugurthinum de Salluste et le problème de Cirta, avec la collaboration de R. Charlier et J. Juillet, RSAC, t. 67, 1950-1951, 148 p.
- La Numidie, Rome et le Maghreb, préface d'André Wartelle (institut Cath. de Paris). 1981, Éditions Picard, Paris, 1981, 224 p.

#### Articles
- Le culte de Mercure à Cirta, dans RSAC, t. 65, 1942, p. 131-140.
- Note sur un collège de Mercure à Cirta, BCTH, 1941-2, p. 250-256.
- Colonia Cirta Sittianorum, dans RSAC, t. 70, 1957-8-9, p. 89-118.
- La géographie du Bellum Jugurthinum, dans G.E.L.U.C. (Études Latines de l’Université de Clermont-Ferrand), no 3.
- Aspects du Bellum Jugurthinum, dans ALMA (Études Latines, Université de Clermont-Ferrand), 1988, no 15, 2 p.

### Alésia

#### Ouvrages
- Bilan de vingt années de recherche archéologique sur le site jurassien présumé d'Alésia (1963-1983), dans Les Annales d'Alésia, t. I, 1984
- Alésia, par André Berthier et André Wartelle, professeur de l'institut catholique de Paris. Préface de J.-M. Croisille (Université B. Pascal - Clermont II), postface d'Yves Fiorenne (écrivain, critique littéraire au journal Le Monde. 1990, Nouvelles Éditions Latines, Paris.

#### Articles
- Alésia, une découverte qui change tout, dans Les dossiers de l'histoire, NO 38, juillet-août 1982 (articles d'André Berthier, Antoinette Brenet, Jean-Yves Guillaumin et André Wartelle), 33 et 22
- La recherche d'Alésia, par André Berthier, dans Actes du 109e congrès national des Sociétés savantes (Dijon 1984). 1987, Section d'archéologie et d'histoire de l'art, t. I, p. 277-300.
- La méthode du portrait-robot dans la recherche d'Alésia, Conférence, Université de Bourgogne, dans 109e Congrès National des Sociétés Savantes, Dijon, 1984 (1984), p. 277-300.
- La méthode du portrait-robot dans la recherche d'Alésia (1984), par André Berthier, suivi de Scepticisme devant Alise, mémoire d'André Berthier adressé à Jérôme Carcopino le 22 avril 1966. Publiés dans les Annales d'Alésia, hors série no 1, 1993.
- Alésia : Alise-Sainte Reine ou Chaux-des Crotenay ? , Actes du colloque de L'institut catholique de Paris le 6 février 1998. Compte rendu par André Wartelle, porte-parole d'André Berthier, Association Lemme et Saine d'intérêt archéologique, 1999.

### Divers archéologie et histoire

#### Ouvrages
- Les vestiges du christianisme antique en Numidie centrale, avec la collaboration de F. Logeart et M. Martin, Alger, 1943, in 8°, 234 p ; Couronné par l'Académie des inscriptions et Belles Lettres, Prix Salomon Reinach, imprimerie Polyglotte africaine, Maison-Carrée, Alger.
- L’Algérie et son passé, préface de Jérôme Carcopino, 1951, Éditions Picard, Paris, 1951, 215 p., cartes.

#### Articles
- Mosaïque figurant une scène de pêche trouvée à Khenchela, RSAC, t. 62, 1934, p. 261-263.
- Les recherches archéologiques dans la province de Constantine, Soc. de Géog., t.61, 1934
- Édifices chrétiens de Bou Takrematen, avec la collaboration de M. Martin, dans Rev. Af., t. 76, 1935 (=1er Congrès FSSAN), p. 137-152.
- Nouvelles recherches archéologiques à Bou Takrematen, avec la collaboration de M. Martin, dans RSAC, t. 63, 1935-6, p. 221-226.
- Deux basiliques chrétiennes de Sila, avec la collaboration de F. Logeart, dans RSAC, t. 63, 1935-6, p. 235-284.
- Fouille d'une chapelle chrétienne de l'Oued R'Zel, dans Rev. af., t. 79, 1, 1936, p. 375-585 et 5 ill. h. t.
- Douilles et Bronzes d'époque romaine découverts à El-Meridj, avec la collaboration d’AlexisTruillot, dans Revue Archéologique, octobre-décembre 1936, p. 164-175, fig.
- Gravures rupestres de Sigus, avec la collaboration de F. Logeart, dans Rev. af., t. 81, 2, 1937, p. 391-394.
- Avec la collaboration de M. Martin, Note sur un plat orné représentant Adam et Ève, M. dans RSAC, t. 66, 1948, p. 125-128). (Plat provenant de la région de Telergma-Tintelas).
- Essai d'une nouvelle lecture de l'inscription I des stèles votives à Saturne découvertes près de N'Gaous, dans BAC, 1952
- Les inscriptions grecques trouvées à El-Hofra au sud de Constantine, dans BAC
- Note sur l’Épigraphie du Kef, dans RSAC, t. 68, 1953-1956 (= Livre du centenaire), p. 175-198.
- La Chapelle aux dolmens de Mahidjiba, dans Rev. af., t. 100, 1956, p. 333-338, 1 pl.
- Une statuette de la déesse Afrique, dans Hommage à Albert Grenier = Latomus, t. 58, I, 1962, p. 286-287.
- Établissements agricoles antiques à Oued-Athmenia, dans BAA, t. 1., 1962-65, p. 7-20
- La sépulture du lecteur Georges à Sila, dans BAA, t. III, 1968, p. 283-292
- Nicibes et Suburbures : Nomades ou Sédentaires ? , dans BAA, t. III, 1968, p. 293-300.
- Une inscription à Saturne d'Aziz-ben-Tellis et la formule "sub jugum intravit" , avec N. Tayeb, dans BAA, t. IV, 1970, p. 301-312.
- Voyage au pays de la mosaïque, dans Actualités C. F. P. (Algérie), no 44. 13 p

## Décorations[34]
- Officier de la Légion d'honneur
- Médaille militaire
- Croix de guerre 1939-1945
- Commandeur de l'ordre national du Mérite
- Officier de l'ordre des Palmes académiques
- Commandeur de l'ordre des Arts et des Lettres

## Sources
- D'après la biographie et la bibliographie établies par Suzanne Berthier disponible sur Bibliographie du Maghreb antique et médiéval